# Eryk Gruca
Eryk Gruca (ur. 28 listopada 1994 w Jaworznie) – polski muzyk, perkusista, kompozytor. Znany przede wszystkim z występów w punk-rockowej formacji The Trepp, w której gra na perkusji. Finalista Polskich Nagród Perkusyjnych 2017 w kategorii „nadzieja”. Współorganizator chrzanowskiego, niezależnego festiwalu perkusyjnego Caban Drummer Fest. Prowadzi również działalność solową, komponując muzykę elektroniczną. W 2016 roku, wystąpił w filmie dokumentalnym, poświęconym zespołowi The Trepp: Dziedzictwo.
Jego rodzinnym miastem, jest Chrzanów, w którym na stałe mieszka.

## Dyskografia
- Prostota wyrazu[6] (2010)

## Filmografia
- The Trepp: Dziedzictwo (2016) jako on sam

## Nagrody i wyróżnienia
| Rok  | Kategoria | Nagroda                           | Nota       |
| ---- | --------- | --------------------------------- | ---------- |
| 2017 | Nadzieja  | Polskie Nagrody Perkusyjne 2017   | 2. miejsce |
| 2021 | Kultura   | Osobowość Roku 2020               | 1. miejsce |
| 2023 | Kultura   | Anioł Kultury MOKSIR w Chrzanowie | -          |